# Тип 11 (кулемет)
Тип 11 — японський ручний кулемет, прийнятий на озброєння Імператорської армії Японії в 1922 році. Конструктором цього кулемету є Кідзіро Намбу.

## Конструкція
Кулемет відрізнявся унікальною системою живлення: використовувалися гвинтівкові обойми на 5 набоїв, що вставляються в спеціальний бункер-приймач (максимум 6 штук). Дане рішення мало як переваги (уніфікація боєкомплекту з рештою піхоти, зменшення «мертвої» маси, що носиться), так і недоліки (чутливість до забруднення, тривала перезарядка). Поповнювати бункер можна у будь-який час. Подібне рішення викликало інтерес у високопоставлених чинів РСЧА, які познайомилися зі зброєю під час бойових зіткнень у Маньчжурії. У СРСР було виготовлено обмежену партію кулеметів ДП з подібним бункером системи Кубинова, однак у серію вони не пішли.
Змінний ствол вставляється в кожух-радіатор. Стрільба ведеться з відкритого затвора, режиму стрільби одиночними не передбачено. Кулемет може застосовуватися як із сошок, так і зі спеціального верстата-триноги. Потрібно було примусове змащення патронів, через що механізм кулемету швидко забруднювався в польових умовах, що призводило до частих затримок.
На базі піхотного кулемету Тип 11 також був розроблений і прийнятий на озброєння танковий кулемет Тип 91. Він відрізнявся бункером підвищеної ємності та встановленням оптичного прицілу малої кратності.